# Escharella praealta
Escharella praealta är en mossdjursart som först beskrevs av Calvet 1907.  Escharella praealta ingår i släktet Escharella och familjen Romancheinidae. Inga underarter finns listade i Catalogue of Life.